# Drago Žura
Drago Žura, slovenski organizator dela in politik, * 26. julij 1970.
Trenutno je član Državnega sveta Republike Slovenije in direktor Študentske organizacije Univerze v Mariboru.